# Hôtel Porgès

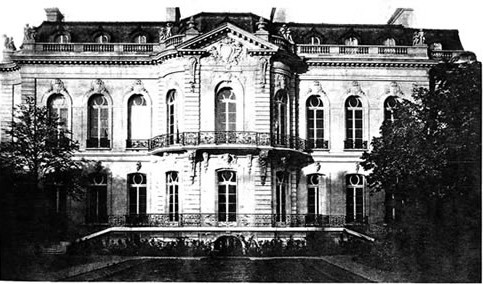
Fachada do Hôtel Porgès sobre o jardim.

O Hôtel Porgès foi um palácio de Paris que se situava na Avenue Montaigne. Este hôtel particulier foi erguido para o diamanteiro Jules Porgès (1838-1921) pelo arquitecto Ernest Sanson.

## História e arquitectura

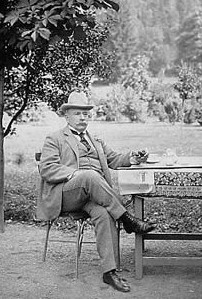
Jules Porgès

A Maison Pompéïenne (Casa Pompeiana) foi adquirida em 1892 pelo diamanteiro Jules Porgès (1838-1921), que se tornou igualmente aquisitor da parcela número 14, propriedade de Pierre Jean Cros, pequeno terreno de 230 m² que suportava alguns modestos edifícios. Mandou derrubar tudo, sem contudo, deixar de permitir ao arquitecto Normand de tira alguns elementos da sua obra, dos quais alguns foram doados à cidade de Paris, e encomendou ao arquitecto Ernest Sanson um vasto hôtel particulier que pudesse exprimir a paixão da sue esposa, uma bela vienense nascida Anna Wodianer (1854-1937), pelo século XVIII francês.
O palácio apresentava, na avenida, uma parede ornamentada com sulcos e perfuranda com largas janelas arqueadas, assim como duas portas de carruagens encimadas por máscaras de leão. O cour d'honneur era de forma rectangular. O principal corpo do edifício estava colocado perpendicularmente à avenida e inspirava-se estreitamente no Château d'Asnières, construído cerca de 1750, por Mansart de Sagonne, para Antoine-René de Voyer de Paulmy d'Argenson, Marquês de Paulmy.
O rés-do-chão, ornado com sulcos, era perfurado por janelas ligeiramente arredondadas em asa de cesta, ornadas por agrafes, enquanto que o primeiro andar apresentava altas janelas de pleno cimbre ornadas por mascarões. Acima duma cornija com modilhões, uma balustrada de pedra embelezada com grupos de crianças e vasos dissimulava em parte o sótão mansardado.
Sobre o jardim, um corpo-avançado central em meia-lua encimado por um frontão triangular ornado por um alto relevo alegórico era embelezado por uma varanda de ferraria no primeiro andar e, no rés-do-chão, por uma longa varanda suportada por consolas esculpidas e igualmente embelezada por uma rampa em ferraria terminada por duas escadarias que permitiam descer para o jardim à francesa, ornado por uma estrutura de treliça formando perspectiva, que Achille Duchêne tivera oportunidade de arranjar em 1894 graças à demolição de edifícios vizinhos.
No cour d'honneur, uma escadaria levava a um vestíbulo rectangular e depois a um segundo de plata quadrada precedendo uma vasta escadaria de honra decorada com mármores e coberta por uma cúpula. À esquerda encontrava-se uma sala de bilhar e o quarto de Jules Porgès, enquanto à direita ficavam os apartamentos da sua esposa e da sua filha. No primeiro andar, a galeria de quadros, contendo uma colecção de reputadas telas de Rubens, Van Dyck, Rembrandt, Bruegel e Lorrain, foi disposta paralelamente à Avenue Montaigne, nas proximidades duma vasta sala de baile. Um ascensor servia o conjunto dos dois níveis.
As cavalariças e a selaria, assim como os alojamentos da criadagem foram arrumados no nº 40 da Rue Jean-Goujon.
Segundo o arquitecto, a construção atingiu uma soma de 4 milhões de francos. Citando André Becq de Fouquières:
"A embaixada da Áustria tinha em Paris um verdadeiro anexo oficioso: o Hôtel Porgès, Avenue Montaigne. Madame Jules Porgès, que era vienense, tinha mandado construir esse vasto hôtel de aspecto majestoso e de estilo incerto, cujos salões, preenchidos por telas antigas como as salas de museu, serviram de cenário a festas. [...] O Conde de Khevenhuller, o embaixador da Áustria-Hungria, o Barão de Vaux, os secretários da embaixada estavam em sua casa na Avenue Montaigne, mas também o Conde Chevreau [...] O Hôtel Porgès tinha sido comprado antes da guerra por uma sociedade e os alemães instalaram-se ali ao chegar a Paris. Edificaram no jardim um fabuloso abrigo que era quase tão alto como o próprio hôtel e que se renunciou a fazer explodir. Esse rochedo de betão começa, graças aos musgos e aos líquens, a adruirir alguma patine".
Ainda segundo o mesmo autor:
"O banqueiro Jules Porgès encomendou a Samson (sic), o arquitecto preferido então pela élite, o hôtel que devia substituir a Casa Pompeiana. Hôtel que se vê ainda hoje, mas desonrado pelo abrigo que os alemães ali instalaram durante a ocupação. Inexpugnável, o enorme monstro de betão não puderia ter sido dinamitado sem perigo para as residências vizinhas. O Hôtel Porgès conheceu um período brilhante. A dona da casa dava festas sumptuosas, acolhendo com uma infinita boa graça os seus convidados no alto da magnífica escadaria de mármore. Tudo se desenrolava segundo os ritos duma cerimónia bastante pomposa, mas embora essas reuniões devessem ser um pouco solenes, eram alegremente animadas pela presença do embaixador da Dupla Monarquia, o Conde de Khevenhuller, hóspede regular pleno de sedução de Madame Porgès, pelos jovens diplomaas austro-húngaros, todos incomparáveis valsadores, pelo amigo espanhol da casa, o Conde de Casa-Sedano, que levava o seu bom humor e o seu entretém. No decorrer dum desses serões, conduzi o cotillon com a filha de Madame Porgès, a Marquesa de La Ferté-Meun. Após a morte de Madame Porgès, o hôtel foi vendido, depois foi a guerra".
Após a morte de Madame Porges, em 1937, o palácio foi vendido. Na década de 1960, foi arrasado e substituído por um imóvel moderno.